# Коржаков Олександр Васильович
Олександр Васильович Коржаков (рос. Александр Васильевич Коржаков; нар. 31 січня 1950, Москва) — співробітник державної безпеки СРСР, начальник охорони Бориса Єльцина (згодом керівник Служби безпеки Президента Російської Федерації), депутат Державної думи Російської Федерації (1997–2011). Генерал-лейтенант запасу. Автор книг «Борис Єльцин. Від світання до сонцепаду», «Борис Єльцин. Від світання до сонцепаду. Післямова», «Біси 2.0. А царі-то несправжні!». Кандидат економічних наук.

## Біографія
З 1970 по 1989 рік працював в Дев'ятому управлінні КДБ (охорона вищих партійних і державних діячів).
У 1971 році вступив до КПРС.
У 1980 році закінчив Всесоюзний юридичний заочний інститут.
У 1981–1982 роках служив в Афганістані.
У 1985 році став одним з трьох охоронців першого секретаря Московського міського комітету КПРС Бориса Єльцина.
Фігурант бази даних центру "Миротворець".